# Aykut Yiğit
Aykut Yiğit (* 7. Oktober 1959 in Adapazarı; † 7. September 2002 in Yozgat) war ein türkischer Fußballspieler.

## Spielerkarriere
Aykut Yiğit kam von der Jugendmannschaft des Sakaryaspor. Im Trikot von Sakaryaspor wurde Aykut in der Saison 1984/85 mit 20 Toren Torschützenkönig. Wegen seines Namensvetters Aykut Kocaman wurde Aykut Yiğit Büyük Aykut (Großer Aykut) genannt. In seiner Karriere spielte er für: Eskişehirspor, Sakaryaspor, Fenerbahçe Istanbul, Altay İzmir, Ayvalıkgücü und Balıkesirspor.
Aykut Yiğit verunglückte nach einem Autounfall in der Nähe Yozgats und starb vor Ort.